# جرانفيل بينون
جرانفيل بينون (بالإنجليزية: Granville Beynon)‏ (و. 1914 – 1996 م) هو فيزيائي، وأستاذ جامعي من ويلز . وكان عضواً في الجمعية الملكية .
توفي في آبريستويث ، عن عمر يناهز 82 عاماً.

## جوائز
حصل على جوائز منها:
- قائد وسام الامبراطورية البريطانية.